# Shota Inoue
Shota Inoue (født 24. april 1989) er en japansk fodboldspiller, som spiller for den japanske fodboldklub Giravanz Kitakyushu.